# Skonert

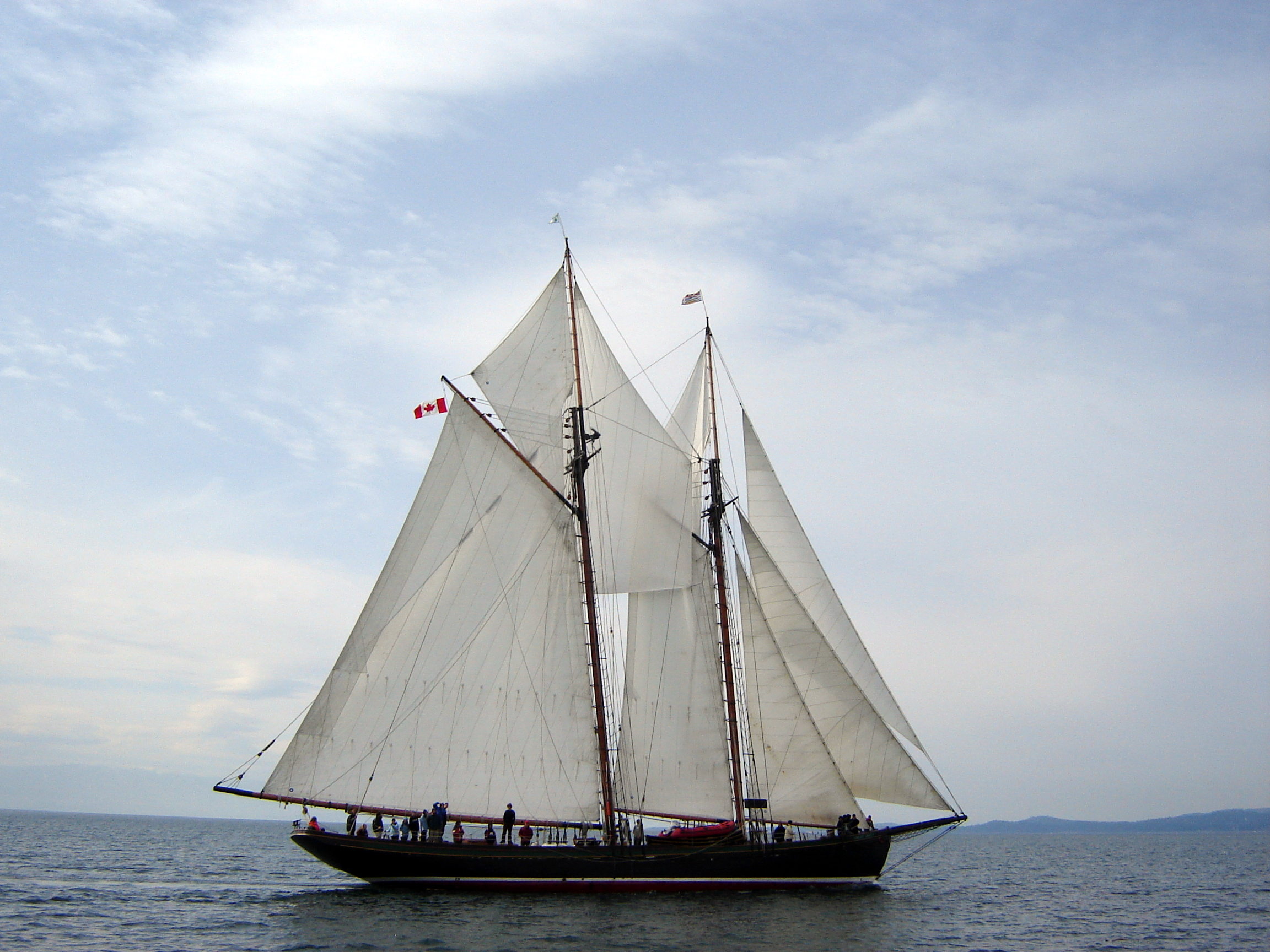
Nordamerikansk gaffelskonare av typ som användes för fiske på Grand Banks utanför Newfoundland, märk fisherman-seglet upptill mellan masterna

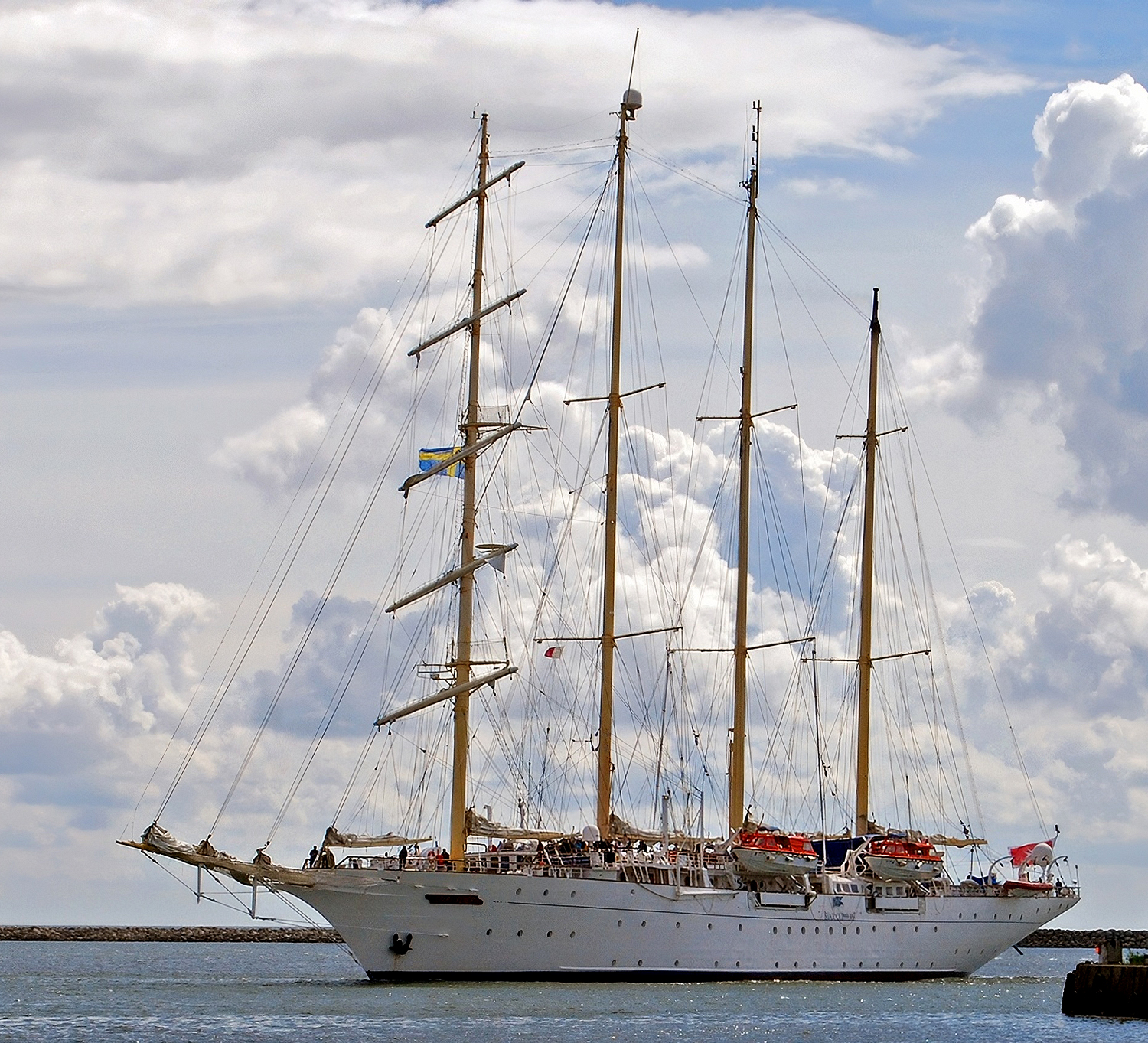
Ett fyrmastat skonertskepp, Star Flyer.

Skonert, även kallad skonare, är ett fartyg med två eller fler master, med stormasten som andra mast, riggat helt eller i huvudsak med snedsegel. Tvåmastade skonare med helt råtacklad fockmast, skonertbrigg, blev till dagligdags benämnt skonert även om det var en blandrigg. Bland traditionella fartygstyper är skonarna de bästa seglarna på bidevind och kryss.
Den ursprungliga skonerten var ett mindre tvåmastat fartyg med gaffelsegel på båda masterna, försegel och eventuellt gaffeltoppsegel. Senare har många andra typer förekommit, med varierande riggning och upp till sju master. På nutida skonare kan gaffel- och toppseglen vara ersatta med bermudasegel på den aktersta eller alla master.
Skonarna utvecklades först i Nederländerna på 1600- och 1700-talen. Namnet är dock från USA, där det första fartyg kallat så lär ha byggts 1713 och där riggen blev mycket vanlig. Skonarriggen är effektiv för bidevind och halvvind (sidovind) och rätt lätthanterad på mindre fartyg. Skonare användes främst i kust-, flod- och insjöfart.
I slutet av 1800-talet, och tills maskindrivna fartyg helt tog över, var tremastade barkentiner och slätskonare vanliga också i östersjö- och nordsjötrafik. Så sent som 1947-1952 byggdes i Finland tiotals (motorförsedda) tremastade skonare som krigsskadestånd till Sovjetunionen, många som skolfartyg, men också bermudaskonare för fraktfart.[källa behövs]

## Skonartyper

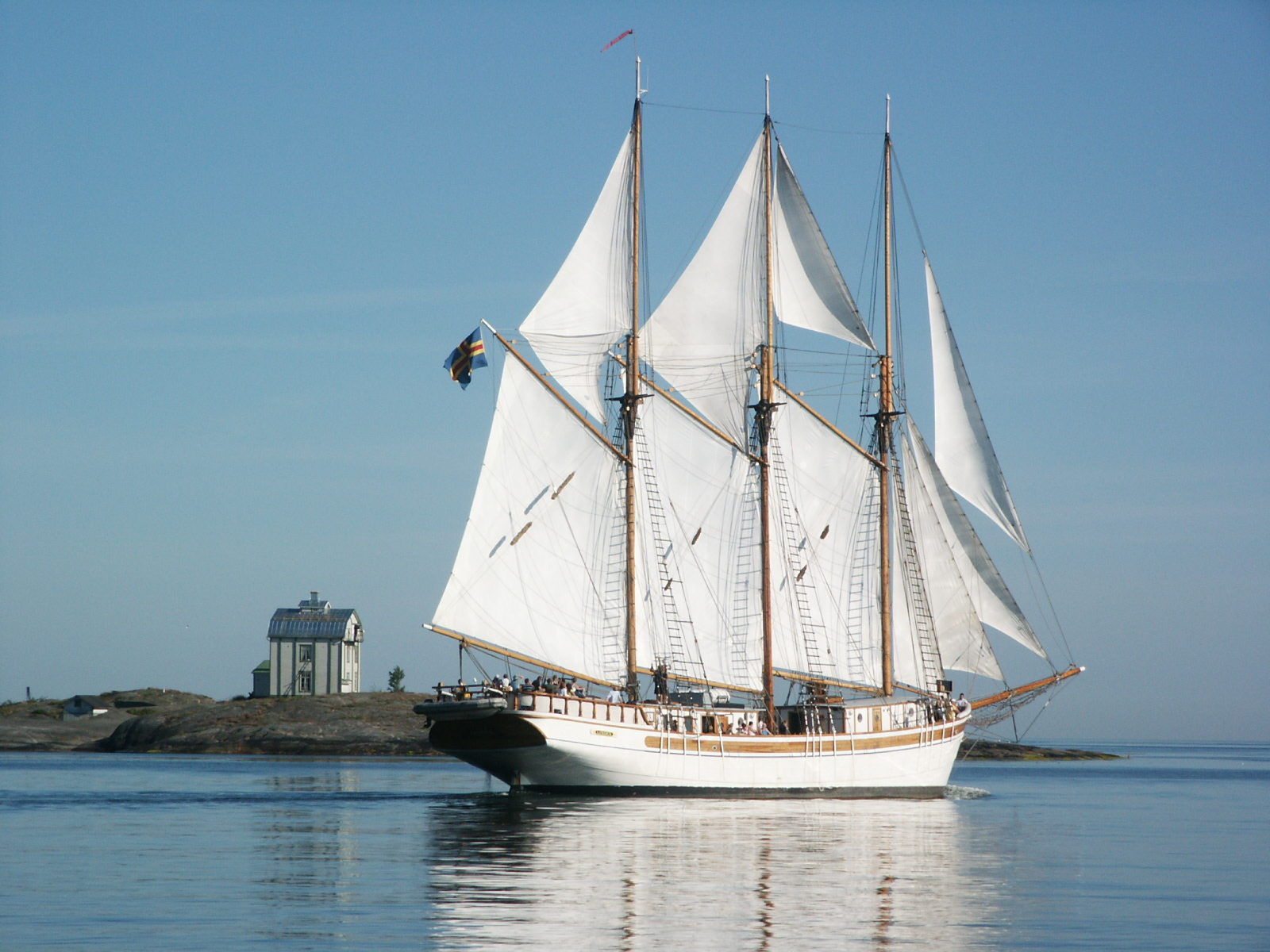
Slättoppsskonaren (”hundraelvan”) Linden från Mariehamn, Åland.

Slättoppade skonare, också kallade slätskonare, har gaffelsegel och gaffeltoppsegel på alla masterna. Slätskonaren saknar råsegel. En tremastad slätskonare kallas också för hundraelva. Typen var mycket vanlig då man i den åländska bondeseglationen (se Ålands sjöfartshistoria) började rikta blickarna längre än till Stockholm.

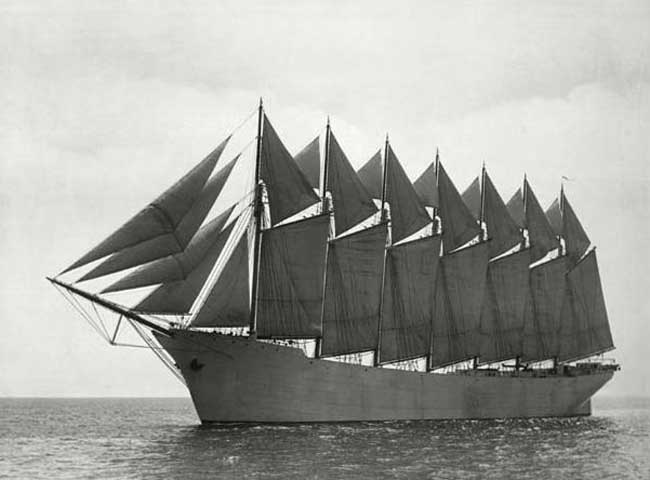
Thomas W. Lawson, den enda sjumastaren och ett av världens största segelfartyg

De största skonarna som byggts var slätskonare. Dessa fartyg var långt mekaniserade och kunde trots storleken seglas med mycket liten besättning. Thomas W. Lawson, den enda sjumastade, byggd 1902, var på över 5000 ton, 117 m lång och seglad med en besättning på endast 16 man. Dessa fartyg var långt från den lätthanterlighet och elegans som normalt förknippas med skonare.

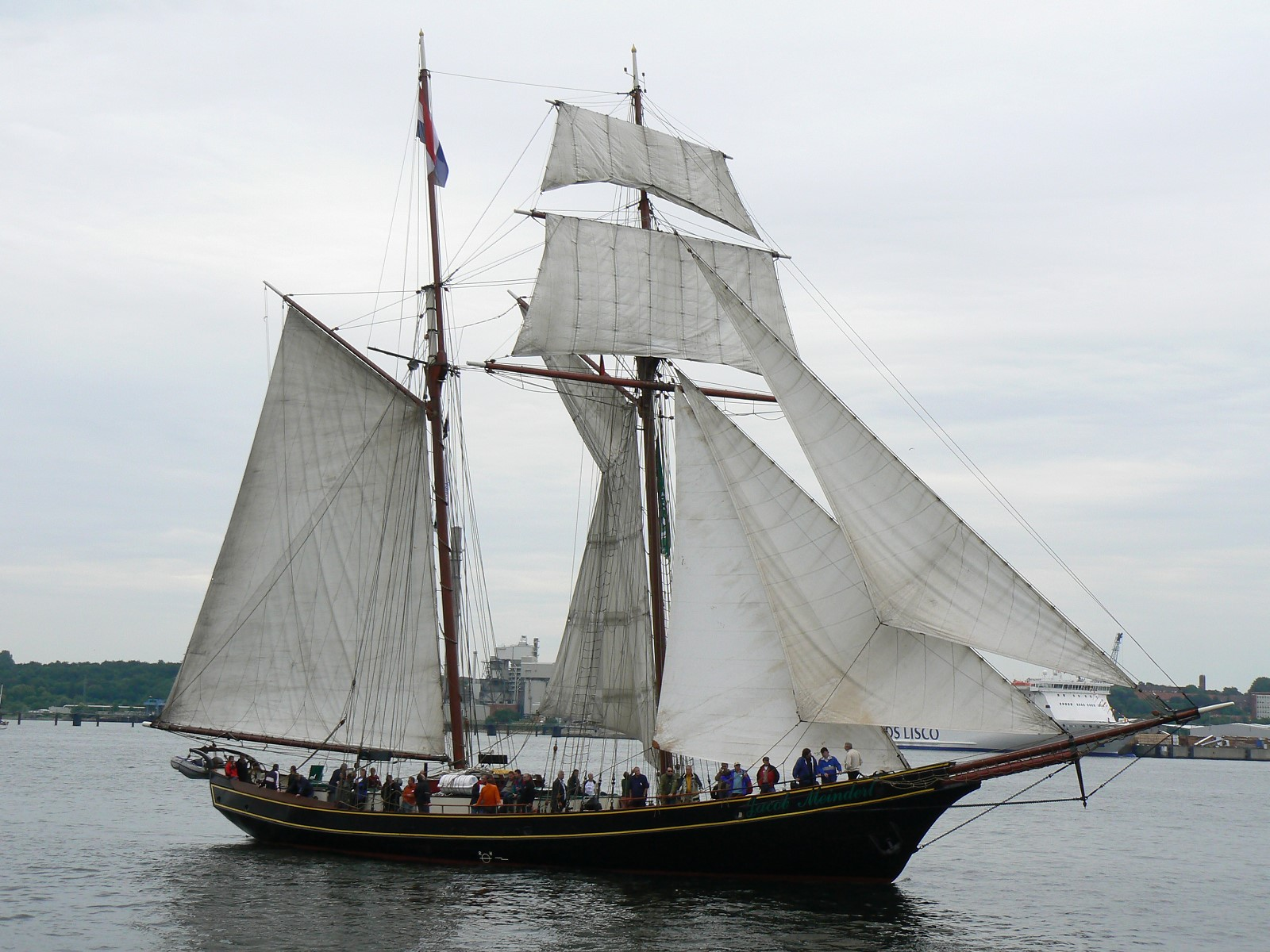
Toppsegelskonaren Jacob Meindert

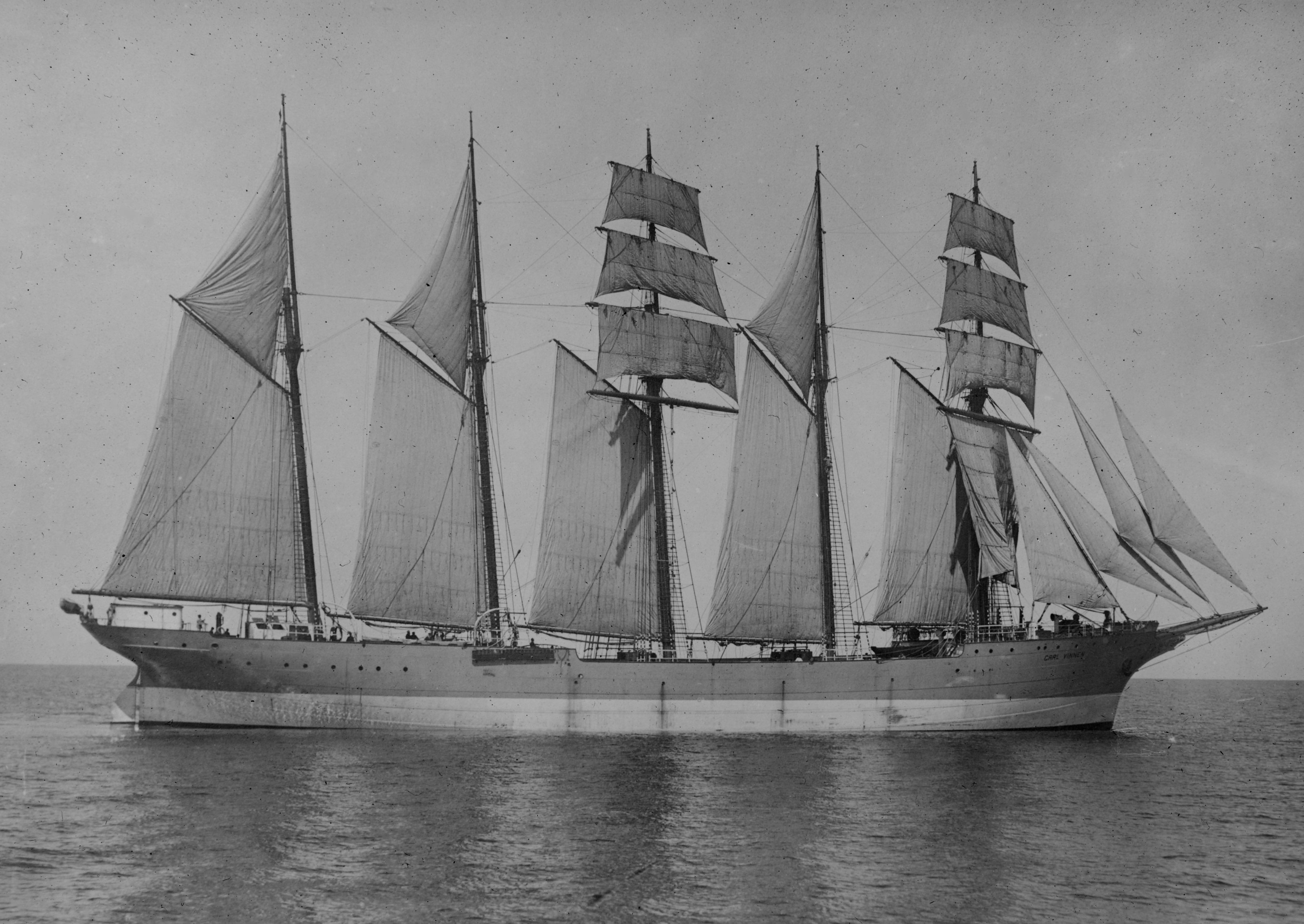
Hjälpmotorförsedda toppsegelskonaren Carl Vinnen från 1922, med bredfock och råtoppsegel på fockmasten och på den mellersta masten.

Skonare för ofta utom gaffelseglet också råsegel uppe på fockmasten, ibland också på andra master. Sådana fartyg kallas toppsegelskonare (eventuellt märs- eller bramsegelskonare, beroende på den exakta lösningen). Är fockmasten på en tre- eller flermastad helt råtacklad är fartyget en barkentin, även kallad skonertskepp eller råsegelskonare. Om det bara har två master, brigantin. En brigantin med bare stagsegel mellan masterna, kallad en skonertbrigg, även kallat hermafroditbrigg, men till dagligdags väldigt ofta bara skonert. Tremastade skonertskepp/barkentiner var mycket vanliga i östersjö- och nordsjötrafik från slutet av 1800-talet.
Stagsegelskonare har stagsegel nertill mellan masterna. Ofta förs ytterligare segel ovan dessa, vanligen ett mellanstängstagsegel med samma form som det undre eller med ett förlik och längre akterlik (så att formen blir fyrsidig och liknar gaffelsegel), en så kallad Fisherman. En modernare variant är ett trekantigt segel med förliket fäst vid masten framför, det kallas ibland Shoulder of Mutton men även andra namn används; formen är som "vanliga" stagsegel som hissas uppochned, eller som ett gaffeltoppsegel. Finska Sail Training Association Finland:s (Suomen purjelaivasäätiö) flaggskepp Helena hade länge denna rigg.
Det finns en uppsjö av andra riggvarianter och benämningarna används inte helt konsekvent.

## Masters och segels namn
En tvåmastad skonare har fockmast och stormast. Om fartyget har fler master kallas den aktersta mesanmast, eventuella ytterligare master akter om stormasten kallas från den förligaste kryssmast, jiggermast och drivermast (på flermastade skonare varierade benämningarna något).
Seglen benämns enligt mastens namn och seglets position. Gaffelseglen på en fyrmastad slättopp- eller toppsegelskonare heter gaffelfock, storsegel, kryssegel och mesan, gaffeltoppseglen förtoppsegel, stortoppsegel och så vidare, råtoppsegel på fock och stormast (undre och övre) för- och stortoppsegel (eller -märssegel och -bramsegel). Fockens stagsegel är stagfock, klyvare och jagare, eventuellt stagsegel för om stormasten och aktre master storstagsegel, krysstagsegel och så vidare. Alla skonartyper för stagsegel som försegel.
Om fockmasten är råtacklad benämns seglen på denna som på råseglare: fock, (undre och övre) märssegel och bramsegel, förstängstagsegel, klyvare och jagare. Stagseglen mellan denna och stormasten är storstagsegel, mellanstagsegel och storstäng(stagsegel).

## Galleri

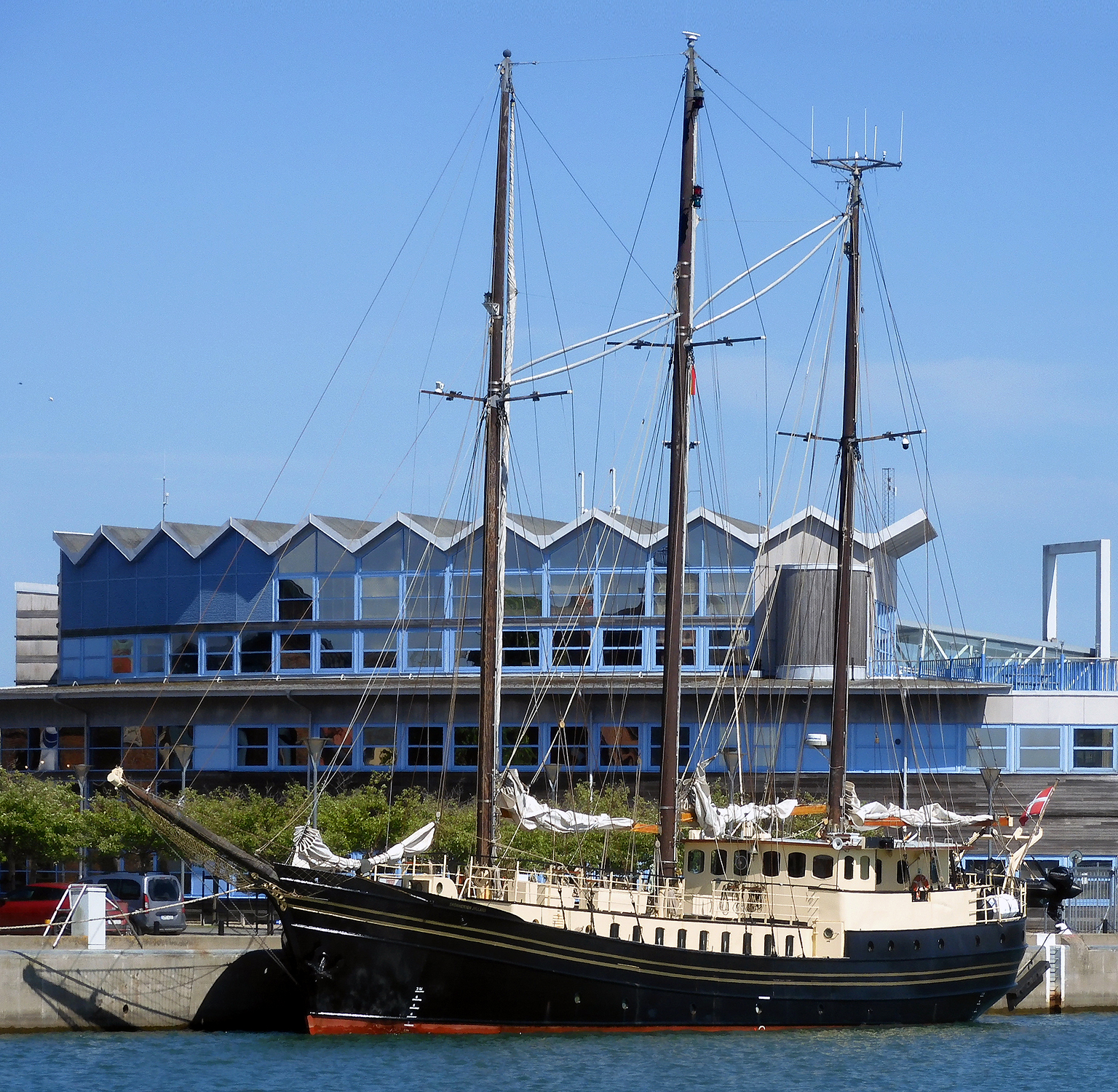
Den danska Skonnerten Jylland ligger i Ystads hamn 26 maj 2025.
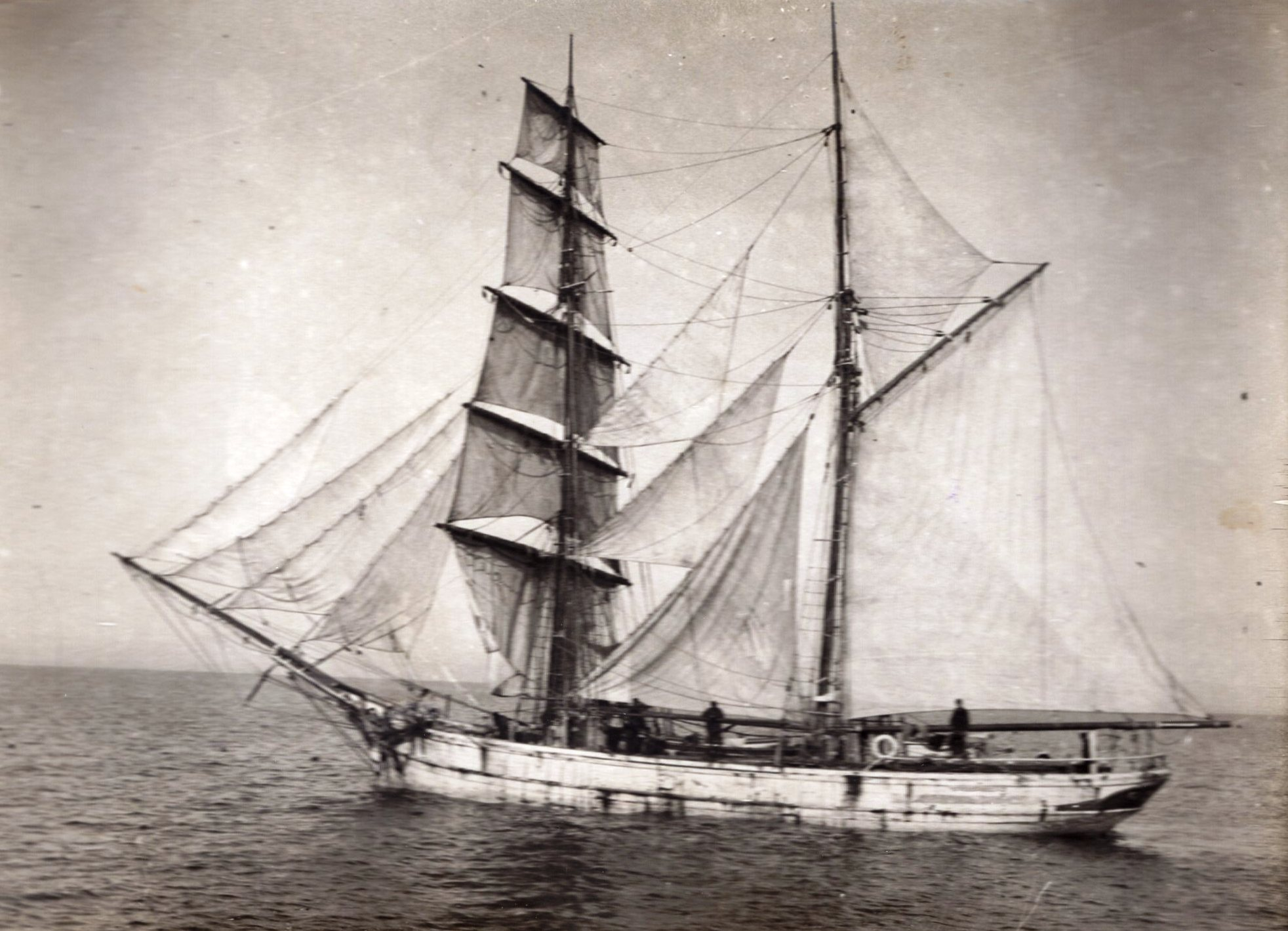
Skonertbrigg.
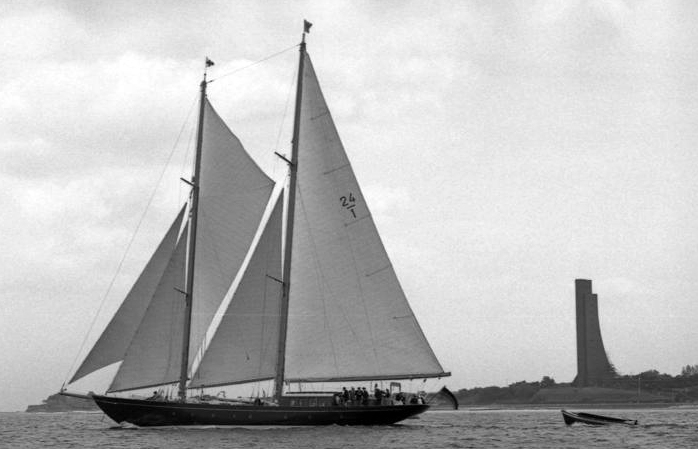
Stagsegelskonare.